# Konstantinos Patavoukas
Konstantinos Patavoukas (griechisch Κωνσταντίνος  Παταβούκας; * 3. Februar 1966 in Athen) ist ein ehemaliger griechischer Basketballspieler.

## Karriere
Seine Karriere begann Patavoukas in den Jugendabteilungen des Vereins AO Astir Exarchion, der im Zentrum Athens ansässig ist. 1985 wechselte er zum Traditionsverein AEK Athen, wo er seinen ersten Profivertrag unterzeichnete. In den folgenden 14 Jahren wechselte Patavoukas mehrmals zwischen AEK und Panathinaikos Athen und spielte 1996/1997 sogar für eine Saison in Italien bei Virtus Bologna. Der bedeutendste Erfolg Patavoukas war 1996 der Gewinn des Europapokals der Landesmeister, als er an der Seite von Spielern wie Dominique Wilkins, Panagiotis Giannakis oder Fragiskos Alvertis im Finale den FC Barcelona mit 67-66 bezwingen konnte.

## Nationalmannschaft
Sein Debüt mit der griechischen Nationalmannschaft gab Patavoukas am 15. Mai 1985 bei einem Spiel gegen Rumänien in Bukarest. Bei der Partie, die Griechenland mit 81-72 gewinnen konnte, erzielte Patavoukas zwei Punkte. Über den Zeitraum der folgenden zwölf Jahre war er ein fester Bestandteil dieser Mannschaft und erreichte jeweils den vierten Platz bei der Weltmeisterschaft 1994 sowie den Europameisterschaften 1993, 1995, 1997. Sein letztes Länderspiel gab Patavoukas, nach 162 Spielen und 871 erzielten Punkten, am 6. Juli 1997 bei einer Europameisterschaftspartie gegen Russland.

## Erfolge
- Griechischer Meister: 1998, 1999
- Griechischer Pokalsieger: 1996
- Italienischer Pokalsieger: 1997
- Europapokal der Landesmeister: 1996
- Vize-Europameister: 1989

## Auszeichnungen
- Teilnahmen an Europameisterschaften: 1989, 1991, 1993, 1995, 1997
- Teilnahmen an Weltmeisterschaften: 1990, 1994
- Teilnahmen an Olympischen Spielen: 1996